# Státní poznávací značky v Černé Hoře

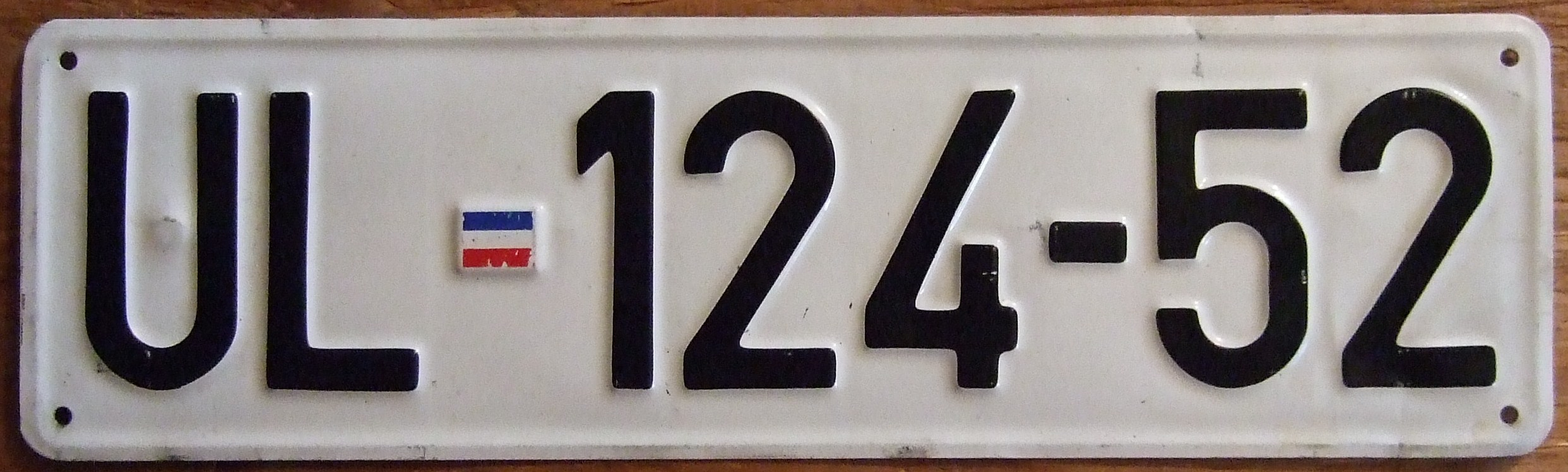
Registrační značka v Jugoslávii

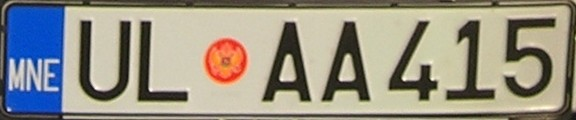
Nová Černohorská SPZ (platnost od roku 2008)

Staré Registrační značky v Černé Hoře měly na začátku černohorský znak a pod ním napsáno: „Црна Гора“, následně 2 písmena, jugoslávskou vlajku, 3 číslice, čáru a 2 číslice. Vzor: BA 854-65. Do vyhlášení nezávislosti v roce 2006 byl místo černohorské orlice umístěn v levé části značky modrý pruh s vlajkou státu a písmeny SCG, neboli Srbsko a Černá Hora.

## Kódy měst
| Kód | Město        |
| --- | ------------ |
| AN  | Andrijevica  |
| BA  | Berane       |
| BP  | Bijelo Polje |
| BD  | Budva        |
| BR  | Bar          |
| CT  | Cetinje      |
| DG  | Danilovgrad  |
| GS  | Gusinje      |
| HN  | Herceg Novi  |
| KL  | Kolašin      |
| KO  | Kotor        |
| MK  | Mojkovac     |
| NK  | Nikšić       |
| PG  | Podgorica    |
| PL  | Plav         |
| PT  | Petnjica     |
| PV  | Pljevlja     |
| PŽ  | Plužine      |
| RO  | Rožaje       |
| ŠN  | Šavnik       |
| TV  | Tivat        |
| TZ  | Tuzi         |
| UL  | Ulcinj       |
| ZT  | Zeta         |
| ŽB  | Žabljak      |